# لو نوفا
لو نوفا (بالإنجليزية: Lou Nova)‏ كان ملاكم أمريكي صنّف ضمن فئة الوزن الثقيل.

## إحصائيات
خاض خلال مسيرته 63 نزالا، فاز في 49 وتعادل في 5 وخسر في 9. فاز بالضربة القاضية في 31 نزالا.

## روابط خارجية
- لو نوفا على موقع IMDb (الإنجليزية)
- لو نوفا على موقع ألو سيني (الفرنسية)
- لو نوفا على موقع أول موفي (الإنجليزية)
- لو نوفا على موقع قاعدة بيانات برودواي على الإنترنت (الإنجليزية)
- لو نوفا على موقع قاعدة بيانات الأفلام السويدية (السويدية)
- لو نوفا على موقع قاعدة بيانات الفيلم (الإنجليزية)
- لو نوفا على موقع كينوبويسك (الروسية)
- لو نوفا على موقع بوكس ريك (الإنجليزية) (registration required)